# IC 454
IC 454 ist eine Balken-Spiralgalaxie vom Hubble-Typ SBab im Sternbild Zwillinge auf der Ekliptik. Sie ist rund 172 Millionen Lichtjahre von der Milchstraße entfernt und hat einen Durchmesser von etwa 65.000 Lichtjahren.
Die Typ-IIb-Supernova SN 2000H wurde hier beobachtet.
Das Objekt wurde am 27. Dezember 1889 vom US-amerikanischen Astronomen Lewis Swift entdeckt.